# Kepler-52
Kepler-52 — звезда, которая находится в созвездии Дракона на расстоянии около 978 световых лет от нас. Вокруг звезды обращаются, как минимум, три планеты.

## Характеристики
Kepler-52 представляет собой оранжевый карлик, примерно вдвое уступая по размерам Солнцу. Впервые в астрономической литературе упоминается в каталоге 2MASS, опубликованном в 2003 году. Масса звезды равна 0,54 солнечной, а радиус — 0,52. Температура поверхности звезды составляет приблизительно 4075 кельвинов.

## Планетная система
В 2012 году было объявлено об открытии трёх планет, вращающихся вокруг звезды